# Фантазиасты
Фантазиа́сты (др.-греч. φαντασιασταί от др.-греч. φαντᾰσία — «показывание, фантазия, впечатление, психический образ, плод воображения, виде́ние» + суффикс образования существительных -αστής) — последователи учения, согласно которому Иисус Христос имел не настоящее человеческое тело, а призрачное тело. Не имея вещественного тела, по их мнению, Христос создавал правдоподобную фантазию, чувственное виде́ние, в сознании окружающих его людей для своего тела. Названием «фантазиасты» наградили последователей данного учения их оппоненты. Учение об отсутствии человеческого тела у Христа имело место с I века среди отдельных течений среди гностиков, таких как, например, валентиниане и секундиане. Фантазиазм — учение о призрачном теле Христа, естественным образом приводит к другому учению — докетизму, отрицавшему реальность страданий Иисуса Христа.
Гностики были признаны еретиками и отлучены от Христианской церкви. В последующий период фантазиазм вновь проявляется в Христианстве с конца IV века, когда начинаются споры о количестве природ Иисуса Христа. Последователи монофизитства отрицали наличие человеческой природы во Христе, учили о наличии во Христе только одной божественной природы, и по этой причине исповедовали как  фантазиазм, так и феопасхизм — страдание божественной природы на Кресте.
В начале VI века среди миафизитов появляется афтардокетство — учение, согласно которому Христос имел человеческое тело, но тело Христово было всегда нетленно (нетление имеется ввиду в смысле невозможности разрушения, распадения на стихии). Учение о нетленном теле Христа это учение о том, что в конечном итоге Христос имел не настоящее человеческое тело, а кажущееся человеческое тело. По этой причине гайяниты и получили название фантазиасты.
В дальнейшем термин «фантазиасты», получил ещё более широкое значение. На пятом заседании Второго Никейского собора Патриарх Константинопольский Тарасий в своей речи против иконоборцев, перечисляя еретиков, упоминает среди них и фантазиастов, которых приравнял к феопасхитам:
Они (то есть иконоборцы), подражая евреям и сарацинам, язычникам и самарянам, а также манихеям и фантазиастам, то есть феопасхитам, захотели уничтожить существование честных икон.